# Harry Ott
Harry Ott (Chemnitz, 1933. október 15. – Prieros, 2005. június 24.) német politikus. Azután lett politikus, hogy befejezte diplomata karrierjét.
1974 és 1981 közt az NDK moszkvai nagyköveteként dolgozott. 1982-ben ő lett hazája ENSZ-képviselője, közben helyettes külügyminiszter is lett.